# فرناندو دا كروز
فرناندو دا كروز هو مدرب كرة قدم فرنسي، ولاعب سابق في كرة الصالات مثل منتخب فرنسا في عدة مناسبات.

## مشواره الاحترافي
كان دا كروز لاعب كرة قدم هاوي، ولكن تم استدعاؤه لتمثيل منتخب فرنسا لكرة الصالات في عام 1998 عن عمر يناهز 26 عامًا ، وأصبح فيما بعد كابتن المنتخب.

## مشواره التدريبي
بدأ دا كروز مسيرته التدريبية كمدرب مساعد مع نادي واسكال في بلجيكا، وتولى تدريب شباب نادي ليل ورويال إكسل موسكرون في 29 ديسمبر 2014، تم تعيينه مدربًا مؤقتًا لموسكرون بعد إقالة رشيد شهاب. في 31 يناير 2016 ، غادر دا كروز موسكرون للعمل كمستكشف للمواهب مع نادي ليل.
أصبح دا كروز مديرًا للفريق الثاني لنادي ليل من 2018 إلى 2020. في 27 يوليو 2020، تم تعيينه مرة أخرى مدربًا لنادي موسكرون.

## وصلات خارجية
فرناندو دا كروز على موقع قاعدة بيانات كرة القدم.إي يو (الإنجليزية)